# يان ماتيو
يان ماتيو (بالإنجليزية: Jan Mateo)‏ هو لاعب كرة قدم أمريكي، ولد في 31 يناير 2003 في سان خوان في بورتوريكو.

## وصلات خارجية
- يان ماتيو على موقع قاعدة بيانات كرة القدم.إي يو (الإنجليزية)
- يان ماتيو على موقع ناشيونال فوتبول تيمز (الإنجليزية)
- يان ماتيو على موقع Soccerway.com (الإنجليزية)